# Горонтало (провінція)
0°40′ пн. ш. 123°00′ сх. д. / 0.667° пн. ш. 123.000° сх. д.
Горонтало (індонез. Gorontalo) — провінція в Індонезії, на острові Сулавесі.
Населення — 1 040 164 осіб (2010). Адміністративний центр — місто Горонтало.
Провінція була утворена 2000 року після поділу провінції Північне Сулавесі.

## Адміністративний поділ
Провінція Горонтало ділиться на 5 округ і 1 міський муніципалітет:
| № | Адм. одиниця                                | Адм. центр | Рік утворення | Територія, км² | Населення, осіб (2010) |
| - | ------------------------------------------- | ---------- | ------------- | -------------- | ---------------------- |
| 1 | Округа Боалемо                              | Тіламута   | 1999          | 2567,36        | 129 177                |
| 2 | Округа Боне-Боланго                         | Сувава     | 2003          | 1984,31        | 141 721                |
| 3 | Округа Горонтало                            | Лімбото    | 1959          | 2124,60        | 354 857                |
| 4 | Округа Похувато                             | Маріса     | 2003          | 4244,31        | 128 771                |
| 5 | Округа Північне Горонтало (Горонтало Утара) | Кванданг   | 2007          | 1230,07        | 104 068                |
| 6 | Горонтало (місто)                           |            | 1959          | 64,79          | 179 991                |
|   | Усього                                      |            |               | 12 215,44      | 1 038 585              |